# Словинска Ковачица
Словинска Ковачица је насељено место у општини Нова Рача, Бјеловарско-билогорска жупанија, Република Хрватска.

## Историја
До нове територијалне организације у Хрватској место је припадало бившој великој општини Бјеловар.

## Становништво
На попису становништва 2011. године, Словинска Ковачица је имала 137 становника.

## Попис1991.
На попису становништва 1991. године, насељено место Словинска Ковачица је имало 223 становника, следећег националног састава:
| Попис 1991.‍ | Попис 1991.‍ | Попис 1991.‍ | Попис 1991.‍ | Попис 1991.‍ |
| ----------- | ----------- | ----------- | ----------- | ----------- |
|             |             |             |             |             |
| Хрвати      | Хрвати      |             | 222         | 99,55%      |
| Мађари      | Мађари      |             | 1           | 0,44%       |
| укупно: 223 |             |             |             |             |